# Bad Bunny/Diskografie
Diese Diskografie ist eine Übersicht über die musikalischen Werke des puerto-ricanischen Latin-Pop-Sängers Bad Bunny. Den Schallplattenauszeichnungen zufolge hat er bisher mehr als 108,7 Millionen Tonträger verkauft. Seine erfolgreichste Veröffentlichung ist das in Zusammenarbeit mit Cardi B und J Balvin entstandene Lied I Like It mit über 15,7 Millionen verkauften Einheiten.

## Alben

### Studioalben
| Jahr | Titel Musiklabel                                        | Höchstplatzierung, Gesamtwochen, AuszeichnungChartplatzierungen (Jahr, Titel, Musiklabel, Platzierungen, Wochen, Auszeichnungen, Anmerkungen) | Höchstplatzierung, Gesamtwochen, AuszeichnungChartplatzierungen (Jahr, Titel, Musiklabel, Platzierungen, Wochen, Auszeichnungen, Anmerkungen) | Höchstplatzierung, Gesamtwochen, AuszeichnungChartplatzierungen (Jahr, Titel, Musiklabel, Platzierungen, Wochen, Auszeichnungen, Anmerkungen) | Höchstplatzierung, Gesamtwochen, AuszeichnungChartplatzierungen (Jahr, Titel, Musiklabel, Platzierungen, Wochen, Auszeichnungen, Anmerkungen) | Höchstplatzierung, Gesamtwochen, AuszeichnungChartplatzierungen (Jahr, Titel, Musiklabel, Platzierungen, Wochen, Auszeichnungen, Anmerkungen) | Höchstplatzierung, Gesamtwochen, AuszeichnungChartplatzierungen (Jahr, Titel, Musiklabel, Platzierungen, Wochen, Auszeichnungen, Anmerkungen) | Höchstplatzierung, Gesamtwochen, AuszeichnungChartplatzierungen (Jahr, Titel, Musiklabel, Platzierungen, Wochen, Auszeichnungen, Anmerkungen) | Anmerkungen                                                             |
| Jahr | Titel Musiklabel                                        | DE | AT | CH | UK | US | Latin | ES | Anmerkungen                                                             |
| ---- | ------------------------------------------------------- | --- | --- | --- | --- | --- | --- | --- | ----------------------------------------------------------------------- |
| 2018 | X 100pre Rimas Entertainment                            | — | — | CH72 (4 Wo.)CH | — | US11 (177 Wo.)US | Latin1 Diamant · (… Wo.)Latin | ES24 Platin · (89 Wo.)ES | Erstveröffentlichung: 24. Dezember 2018 Verkäufe: + 665.000             |
| 2019 | Oasis Universal Latin                                   | — | — | CH22 (4 Wo.)CH | — | US9 (34 Wo.)US | Latin1 ×2Doppeldiamant · (268 Wo.)Latin | ES45 Gold · (88 Wo.)ES | Erstveröffentlichung: 28. Juni 2019 Verkäufe: + 1.305.000; mit J Balvin |
| 2020 | YHLQMDLG Rimas Entertainment                            | — | — | CH12 (10 Wo.)CH | — | US2 (206 Wo.)US | Latin1 ×2×4Doppeldiamant + Vierfachplatin · (… Wo.)Latin                                                                                      | ES4 ×3Dreifachplatin · (156 Wo.)ES | Erstveröffentlichung: 29. Februar 2020 Verkäufe: + 1.585.000            |
| 2020 | Las que no iban a salir Rimas Entertainment             | — | — | CH37 (2 Wo.)CH | — | US7 (23 Wo.)US | Latin1 ×3Dreifachplatin · (148 Wo.)Latin | ES4 Platin · (124 Wo.)ES | Erstveröffentlichung: 10. Mai 2020 Verkäufe: + 220.000                  |
| 2020 | El último tour del mundo Rimas Entertainment            | — | — | CH25 (2 Wo.)CH | — | US1 (109 Wo.)US | Latin1 ×6Sechsfachplatin · (… Wo.)Latin | ES1 ×2Doppelplatin · (157 Wo.)ES | Erstveröffentlichung: 27. November 2020 Verkäufe: + 490.000             |
| 2022 | Un verano sin ti Rimas Entertainment                    | DE35 (20 Wo.)DE | AT21 (16 Wo.)AT | CH3 (… Wo.)CH | UK62 Silber · (1 Wo.)UK | US1 (… Wo.)US | Latin1 (… Wo.)Latin | ES1 ×8Achtfachplatin · (… Wo.)ES | Erstveröffentlichung: 6. Mai 2022 Verkäufe: + 1.430.000                 |
| 2023 | Nadie sabe lo que va a pasar mañana Rimas Entertainment | DE43 (2 Wo.)DE | AT36 (1 Wo.)AT | CH1 (25 Wo.)CH | UK70 (1 Wo.)UK | US1 (69 Wo.)US | Latin1 (… Wo.)Latin | ES1 ×3Dreifachplatin · (… Wo.)ES | Erstveröffentlichung: 13. Oktober 2023 Verkäufe: + 145.000              |
| 2025 | Debí tirar más fotos Rimas Entertainment                | DE3 (… Wo.)DE | AT3 (… Wo.)AT | CH1 (… Wo.)CH | UK13 (8 Wo.)UK | US1 (… Wo.)US | Latin1 (… Wo.)Latin | ES1 ×5Fünffachplatin · (… Wo.)ES | Erstveröffentlichung: 5. Januar 2025 Verkäufe: + 390.000                |

## Singles

### Als Leadmusiker
| Jahr | Titel Album                                             | Höchstplatzierung, Gesamtwochen, AuszeichnungChartplatzierungen (Jahr, Titel, Album, Platzierungen, Wochen, Auszeichnungen, Anmerkungen) | Höchstplatzierung, Gesamtwochen, AuszeichnungChartplatzierungen (Jahr, Titel, Album, Platzierungen, Wochen, Auszeichnungen, Anmerkungen) | Höchstplatzierung, Gesamtwochen, AuszeichnungChartplatzierungen (Jahr, Titel, Album, Platzierungen, Wochen, Auszeichnungen, Anmerkungen) | Höchstplatzierung, Gesamtwochen, AuszeichnungChartplatzierungen (Jahr, Titel, Album, Platzierungen, Wochen, Auszeichnungen, Anmerkungen) | Höchstplatzierung, Gesamtwochen, AuszeichnungChartplatzierungen (Jahr, Titel, Album, Platzierungen, Wochen, Auszeichnungen, Anmerkungen) | Höchstplatzierung, Gesamtwochen, AuszeichnungChartplatzierungen (Jahr, Titel, Album, Platzierungen, Wochen, Auszeichnungen, Anmerkungen) | Höchstplatzierung, Gesamtwochen, AuszeichnungChartplatzierungen (Jahr, Titel, Album, Platzierungen, Wochen, Auszeichnungen, Anmerkungen) | Anmerkungen |
| Jahr | Titel Album                                             | DE | AT | CH | UK | US | Latin | ES | Anmerkungen |
| --- | ------------------------------------------------------- | --- | --- | --- | --- | --- | --- | --- | --- |
| 2016 | Diles (Remix) –                                         | — | — | — | — | — | Latin— ×4VierfachplatinLatin | ES85 ×4Vierfachplatin · (10 Wo.)ES | Erstveröffentlichung: 26. August 2016 Verkäufe: + 480.000; mit Farruko & Ozuna feat. Arcángel, Ñengo Flow, DJ Luian & Mambo Kingz                            |
| 2016 | Tu no vive así –                                        | — | — | — | — | — | Latin20 ×9Neunfachplatin · (22 Wo.)Latin                                                                                                 | ES— ×2DoppelplatinES | Erstveröffentlichung: 30. September 2016 Verkäufe: + 660.000; mit Arcángel feat. DJ Luian & Mambo Kingz                                                      |
| 2016 | Soy peor –                                              | — | — | — | — | — | Latin19 Diamant + Platin · (26 Wo.)Latin                                                                                                 | ES48 ×2Doppelplatin · (39 Wo.)ES | Erstveröffentlichung: 8. Dezember 2016 Verkäufe: + 805.000                                                                                                   |
| 2016 | Caile –                                                 | — | — | — | — | — | — | ES— ×2DoppelplatinES | Erstveröffentlichung: 25. Dezember 2016 Verkäufe: + 120.000; Revol, Zion, De La Ghetto & Bryant Myers                                                        |
| 2016 | Loco Pero Millonario (Remix) –                          | — | — | — | — | — | Latin— GoldLatin | — | Erstveröffentlichung: 28. Dezember 2016 Verkäufe: + 30.000; mit Nfasis                                                                                       |
| 2017 | Pa ti –                                                 | — | — | — | — | — | — | ES— ×2DoppelplatinES | Erstveröffentlichung: 16. Januar 2017 Verkäufe: + 120.000; feat. Bryant Myers                                                                                |
| 2017 | Me llueven –                                            | — | — | — | — | — | Latin— PlatinLatin | — | Erstveröffentlichung: 16. Januar 2017 Verkäufe: + 60.000; mit Mark B & Poeta Callejero                                                                       |
| 2017 | Diabla –                                                | — | — | — | — | — | Latin— ×2DoppelplatinLatin | ES— GoldES | Erstveröffentlichung: 25. Februar 2017 Verkäufe: + 150.000; mit Farruko & Lary Over                                                                          |
| 2017 | No te hagas –                                           | — | — | — | — | — | Latin27 Platin · (20 Wo.)Latin | ES— PlatinES | Erstveröffentlichung: 11. März 2017 Verkäufe: + 120.000; mit Jory Boy                                                                                        |
| 2017 | Tranquilo –                                             | — | — | — | — | — | Latin— GoldLatin | — | Erstveröffentlichung: 24. März 2017 Verkäufe: + 30.000; mit Kevin Roldan                                                                                     |
| 2017 | Trepate –                                               | — | — | — | — | — | — | — | Erstveröffentlichung: 7. April 2017 mit Sixto Rein & Lary Over feat. El Ezeta                                                                                |
| 2017 | Me mata –                                               | — | — | — | — | — | Latin— ×2Doppeldiamant + PlatinLatin | ES— PlatinES | Erstveröffentlichung: 11. April 2017 Verkäufe: + 1.320.000; mit DJ Luian & Mambo Kingz feat. Arcángel, Almighty, Bryant Myers, Baby Rasta, Noriel & Brytiago |
| 2017 | Blockia –                                               | — | — | — | — | — | Latin48 Gold · (1 Wo.)Latin | — | Erstveröffentlichung: 19. Mai 2017 Verkäufe: + 30.000; mit Farruko feat. DJ Luian & Mambo Kingz                                                              |
| 2017 | Un ratito mas –                                         | — | — | — | — | — | Latin— GoldLatin | ES— PlatinES | Erstveröffentlichung: 5. Juni 2017 Verkäufe: + 90.000; mit Bryant Meyers                                                                                     |
| 2017 | Soy peor (Remix) –                                      | — | — | — | — | — | Latin— PlatinLatin | — | Erstveröffentlichung: 22. Juni 2017 Verkäufe: + 60.000; feat. J. Balvin, Ozuna & Arcángel                                                                    |
| 2017 | Netflixxx –                                             | — | — | — | — | — | Latin— PlatinLatin | ES82 ×2Doppelplatin · (9 Wo.)ES | Erstveröffentlichung: 30. Juni 2017 Verkäufe: + 180.000; mit Brytiago                                                                                        |
| 2017 | La última vez –                                         | — | — | — | — | — | Latin34 (6 Wo.)Latin | ES74 (9 Wo.)ES | Erstveröffentlichung: 6. Juli 2017 mit Anuel AA |
| 2017 | Báilame (Remix) –                                       | — | — | — | — | — | — | ES1 ×5Fünffachplatin · (55 Wo.)ES | Erstveröffentlichung: 31. Juli 2017 Verkäufe: + 320.000; mit Nacho & Yandel                                                                                  |
| 2017 | Krippy Kush –                                           | — | — | — | — | — | Latin— ×6Diamant + SechsfachplatinLatin                                                                                                  | ES20 Platin · (21 Wo.)ES | Erstveröffentlichung: 3. August 2017 Verkäufe: + 1.275.000; mit Farruko & Rvssian                                                                            |
| 2017 | Lean –                                                  | — | — | — | — | — | Latin— GoldLatin | — | Erstveröffentlichung: 23. August 2017 Verkäufe: + 30.000; mit Amenazzy & Lito Kirino                                                                         |
| 2017 | Vuelve –                                                | — | — | — | — | — | Latin11 Diamant · (20 Wo.)Latin | ES17 ×2Doppelplatin · (27 Wo.)ES | Erstveröffentlichung: 29. September 2017 Verkäufe: + 720.000; mit Daddy Yankee                                                                               |
| 2017 | Tu no metes cabra –                                     | — | — | — | — | — | Latin38 ×3Dreifachplatin · (3 Wo.)Latin                                                                                                  | ES31 ×2Doppelplatin · (24 Wo.)ES | Erstveröffentlichung: 25. Oktober 2017 Verkäufe: + 300.000                                                                                                   |
| 2017 | Sensualidad –                                           | — | — | — | — | — | Latin8 ×2×8Doppeldiamant + Achtfachplatin · (26 Wo.)Latin                                                                                | ES1 ×3Dreifachplatin · (34 Wo.)ES | Erstveröffentlichung: 3. November 2017 Verkäufe: + 1.825.000; mit Prince Royce & J Balvin feat. Mambo Kingz & DJ Luian                                       |
| 2017 | Krippy Kush (Remix) –                                   | — | — | — | — | US75 (6 Wo.)US | Latin5 (27 Wo.)Latin | ES— GoldES | Erstveröffentlichung: 27. November 2017 Verkäufe: + 1.345.000; mit Farruko & Rvssian feat. Nicki Minaj & 21 Savage                                           |
| 2017 | Chambea –                                               | — | — | — | — | — | Latin26 ×3Dreifachplatin · (20 Wo.)Latin                                                                                                 | ES7 Platin · (14 Wo.)ES | Erstveröffentlichung: 1. Dezember 2017 Verkäufe: + 240.000                                                                                                   |
| 2018 | Amantes de una noche –                                  | — | — | — | — | — | Latin25 ×2Doppelplatin · (17 Wo.)Latin                                                                                                   | ES48 Platin · (16 Wo.)ES | Erstveröffentlichung: 12. Januar 2018 Verkäufe: + 180.000; mit Natti Natasha                                                                                 |
| 2018 | Solita –                                                | — | — | — | — | — | Latin20 ×4Vierfachdiamant + Vierfachplatin · (21 Wo.)Latin                                                                               | ES20 ×2Doppelplatin · (21 Wo.)ES | Erstveröffentlichung: 19. Januar 2018 Verkäufe: + 2.785.000; mit Almighty, Ozuna & Wisin                                                                     |
| 2018 | Amorfoda –                                              | — | — | — | — | — | Latin10 ×5Fünffachplatin · (20 Wo.)Latin                                                                                                 | ES1 ×4Vierfachplatin · (19 Wo.)ES | Erstveröffentlichung: 15. Februar 2018 Verkäufe: + 540.000                                                                                                   |
| 2018 | Dime si te acuerdas –                                   | — | — | — | — | — | Latin25 ×2Doppelplatin · (10 Wo.)Latin                                                                                                   | ES32 Platin · (7 Wo.)ES | Erstveröffentlichung: 23. Februar 2018 Verkäufe: + 180.000                                                                                                   |
| 2018 | Loca (Remix) –                                          | — | — | — | — | — | Latin45 Gold · (4 Wo.)Latin | ES65 Platin · (5 Wo.)ES | Erstveröffentlichung: 16. März 2018 Verkäufe: + 90.000; mit Khea feat. Duki & Cazzu                                                                          |
| 2018 | Dime –                                                  | — | — | — | — | — | Latin21 Gold · (7 Wo.)Latin | — | Erstveröffentlichung: 23. März 2018 Verkäufe: + 30.000; mit J Balvin & Revol feat. Arcángel & De La Ghetto                                                   |
| 2018 | Estamos clear –                                         | — | — | — | — | — | Latin— ×3DreifachplatinLatin | — | Erstveröffentlichung: 20. April 2018 Verkäufe: + 180.000; mit Miky Woodz                                                                                     |
| 2018 | Estamos bien X 100pre                                   | — | — | — | — | — | Latin9 ×3Dreifachplatin · (21 Wo.)Latin                                                                                                  | ES25 ×2Doppelplatin · (18 Wo.)ES | Erstveröffentlichung: 28. Juni 2018 Verkäufe: + 300.000 |
| 2018 | ¿Cual es tu plan? –                                     | — | — | — | — | — | Latin— GoldLatin | ES56 Platin · (8 Wo.)ES | Erstveröffentlichung: 17. August 2018 Verkäufe: + 90.000; mit DJ Nelson feat. Ñejo & PJ Sin Suela                                                            |
| 2018 | Vamos pa la calle –                                     | — | — | — | — | — | — | — | Erstveröffentlichung: 21. August 2018 feat. Revol & Héctor el Father                                                                                         |
| 2018 | Mia X 100pre                                            | DE26 Gold · (16 Wo.)DE | AT26 (6 Wo.)AT | CH3 Gold · (28 Wo.)CH | UK13 Gold · (9 Wo.)UK | US5 (27 Wo.)US | Latin1 ×5Fünffachdiamant · (52 Wo.)Latin                                                                                                 | ES1 ×4Vierfachplatin · (34 Wo.)ES | Erstveröffentlichung: 11. Oktober 2018 Verkäufe: + 5.078.333; feat. Drake                                                                                    |
| 2018 | Te gusté –                                              | — | — | — | — | — | Latin12 (11 Wo.)Latin | ES52 (4 Wo.)ES | Erstveröffentlichung: 9. November 2018 mit Jennifer Lopez |
| 2018 | Desde el corazón –                                      | — | — | — | — | — | — | ES21 Gold · (16 Wo.)ES | Erstveröffentlichung: 3. Dezember 2018 Verkäufe: + 20.000 |
| 2018 | Solo de mí X 100pre                                     | — | — | — | — | — | Latin6 ×7Diamant + Siebenfachplatin · (20 Wo.)Latin                                                                                      | ES10 ×2Doppelplatin · (14 Wo.)ES | Erstveröffentlichung: 14. Dezember 2018 Verkäufe: + 1.140.000                                                                                                |
| 2019 | Soltera (Remix) –                                       | — | — | — | — | US66 (17 Wo.)US | Latin3 (35 Wo.)Latin | ES1 ×5Fünffachplatin · (41 Wo.)ES | Erstveröffentlichung: 10. Mai 2019 Verkäufe: + 300.000; mit Lunay & Daddy Yankee                                                                             |
| 2019 | Callaíta Un verano sin ti                               | — | — | CH57 (11 Wo.)CH | — | US52 (20 Wo.)US | Latin2 (40 Wo.)Latin | ES1 ×7Siebenfachplatin · (51 Wo.)ES | Erstveröffentlichung: 31. Mai 2019 Verkäufe: + 490.000; mit Tainy                                                                                            |
| 2019 | Estámos arriba –                                        | — | — | — | — | — | Latin33 ×3Dreifachplatin · (3 Wo.)Latin                                                                                                  | ES54 Gold · (2 Wo.)ES | Erstveröffentlichung: 14. Juni 2019 Verkäufe: + 210.000; mit Myke Towers                                                                                     |
| 2019 | Qué pretendes Oasis                                     | — | — | CH31 (3 Wo.)CH | — | US65 (5 Wo.)US | Latin2 Platin · (26 Wo.)Latin | ES5 ×3Dreifachplatin · (24 Wo.)ES | Erstveröffentlichung: 28. Juni 2019 Verkäufe: + 347.000; mit J Balvin                                                                                        |
| 2019 | Bellacoso –                                             | — | — | — | — | — | Latin24 (6 Wo.)Latin | ES61 Gold · (5 Wo.)ES | Erstveröffentlichung: 26. Juli 2019 Verkäufe: + 270.000; mit Residente                                                                                       |
| 2019 | Subimos de rango –                                      | — | — | — | — | — | Latin— PlatinLatin | — | Erstveröffentlichung: 21. August 2019 Verkäufe: + 60.000; mit Omy de Oro & Shootter Ledo                                                                     |
| 2019 | Soy el diablo –                                         | — | — | — | — | — | Latin16 ×4Vierfachplatin · (18 Wo.)Latin                                                                                                 | — | Erstveröffentlichung: 25. Oktober 2019 Verkäufe: + 240.000; mit Natanael Cano                                                                                |
| 2019 | Vete YHLQMDLG                                           | — | — | CH63 (2 Wo.)CH | — | US33 (18 Wo.)US | Latin1 ×2×7Doppeldiamant + Siebenfachplatin · (28 Wo.)Latin                                                                              | ES2 ×4Vierfachplatin · (23 Wo.)ES | Erstveröffentlichung: 22. November 2019 Verkäufe: + 1.910.000                                                                                                |
| 2020 | Ignorantes YHLQMDLG                                     | — | — | CH48 (5 Wo.)CH | — | US49 (3 Wo.)US | Latin3 ×5Diamant + Fünffachplatin · (20 Wo.)Latin                                                                                        | ES4 ×2Doppelplatin · (17 Wo.)ES | Erstveröffentlichung: 14. Februar 2020 Verkäufe: + 980.000; feat. Sech                                                                                       |
| 2020 | La difícil YHLQMDLG                                     | — | — | CH69 (3 Wo.)CH | — | US33 (5 Wo.)US | Latin2 ×5Diamant + Fünffachplatin · (26 Wo.)Latin                                                                                        | ES2 ×3Dreifachplatin · (20 Wo.)ES | Erstveröffentlichung: 28. Februar 2020 Verkäufe: + 1.080.000                                                                                                 |
| 2020 | Yo perreo sola YHLQMDLG                                 | — | — | — | — | US53 (17 Wo.)US | Latin2 ×2×4Doppeldiamant + Vierfachplatin · (27 Wo.)Latin                                                                                | ES4 ×3Dreifachplatin · (28 Wo.)ES | Erstveröffentlichung: 27. März 2020 Verkäufe: + 1.670.000 |
| 2020 | En casita Las que no iban a salir                       | — | — | — | — | — | Latin33 (2 Wo.)Latin | ES31 (2 Wo.)ES | Erstveröffentlichung: 4. April 2020 feat. Gabriela |
| 2020 | Cómo se siente (Remix) Las que no iban a salir          | — | — | — | — | — | Latin7 (26 Wo.)Latin | — | Erstveröffentlichung: 10. Mai 2020 feat. Jhay Cortez |
| 2020 | Un día (One Day) Jose                                   | DE94 (2 Wo.)DE | — | CH30 (16 Wo.)CH | UK72 (4 Wo.)UK | US63 (14 Wo.)US | Latin1 ×5Diamant + Fünffachplatin · (26 Wo.)Latin                                                                                        | ES6 ×3Dreifachplatin · (42 Wo.)ES | Erstveröffentlichung: 24. Juli 2020 Verkäufe: + 2.045.000; mit J Balvin, Dua Lipa & Tainy                                                                    |
| 2020 | Dákiti El último tour del mundo                         | DE88 (1 Wo.)DE | — | CH12 (37 Wo.)CH | UK— SilberUK | US5 (28 Wo.)US | Latin1 ×2×4Doppeldiamant + Vierfachplatin · (78 Wo.)Latin                                                                                | ES1 ×9Neunfachplatin · (80 Wo.)ES | Erstveröffentlichung: 30. Oktober 2020 Verkäufe: + 2.958.333; mit Jhay Cortez                                                                                |
| 2021 | 100 millones –                                          | — | — | — | — | — | Latin9 (5 Wo.)Latin | ES74 (1 Wo.)ES | Erstveröffentlichung: 28. Mai 2021 mit Luar La L |
| 2021 | Yonaguni –                                              | — | — | CH31 (10 Wo.)CH | — | US10 (20 Wo.)US | Latin1 (48 Wo.)Latin | ES2 ×7Siebenfachplatin · (69 Wo.)ES | Erstveröffentlichung: 4. Juni 2021 Verkäufe: + 530.000 |
| 2021 | AM (Remix) –                                            | — | — | — | — | US41 (10 Wo.)US | Latin4 ×2Doppeldiamant · (26 Wo.)Latin                                                                                                   | ES6 ×3Dreifachplatin · (32 Wo.)ES | Erstveröffentlichung: 24. Juni 2021 Verkäufe: + 1.320.000; mit Nio Garcia & J Balvin                                                                         |
| 2021 | De museo –                                              | — | — | — | — | US94 (1 Wo.)US | Latin8 (9 Wo.)Latin | ES51 Gold · (3 Wo.)ES | Erstveröffentlichung: 6. Juli 2021 Verkäufe: + 30.000 |
| 2021 | Volando (Remix) –                                       | — | — | — | — | US89 (1 Wo.)US | Latin7 (20 Wo.)Latin | ES3 ×6Sechsfachplatin · (46 Wo.)ES | Erstveröffentlichung: 9. Juli 2021 Verkäufe: + 780.000; mit Mora & Sech                                                                                      |
| 2021 | Volví –                                                 | — | — | CH24 (8 Wo.)CH | — | US22 (18 Wo.)US | Latin1 (34 Wo.)Latin | ES3 ×4Vierfachplatin · (40 Wo.)ES | Erstveröffentlichung: 3. August 2021 Verkäufe: + 290.000; mit Aventura                                                                                       |
| 2022 | Moscow Mule Un verano sin ti                            | — | — | CH25 (4 Wo.)CH | — | US4 (23 Wo.)US | Latin1 (36 Wo.)Latin | ES1 ×6Sechsfachplatin · (42 Wo.)ES | Erstveröffentlichung: 6. Mai 2022 Verkäufe: + 915.000 |
| 2023 | Where She Goes Nadie sabe lo que va a pasar mañana      | DE— aDE | — | CH5 (18 Wo.)CH | — | US8 (20 Wo.)US | Latin2 (26 Wo.)Latin | ES1 ×5Fünffachplatin · (30 Wo.)ES | Erstveröffentlichung: 19. Mai 2023 Verkäufe: + 620.000 |
| 2023 | Un Preview Nadie sabe lo que va a pasar mañana          | — | — | CH33 (2 Wo.)CH | — | US43 (7 Wo.)US | Latin2 (20 Wo.)Latin | ES5 Platin · (10 Wo.)ES | Erstveröffentlichung: 26. September 2023 Verkäufe: + 60.000                                                                                                  |
| 2023 | Monaco Nadie sabe lo que va a pasar mañana              | DE— bDE | — | CH10 (16 Wo.)CH | — | US5 (20 Wo.)US | Latin1 (26 Wo.)Latin | ES1 ×2Doppelplatin · (20 Wo.)ES | Erstveröffentlichung: 13. Oktober 2023 Verkäufe: + 280.000                                                                                                   |
| 2024 | Una velita –                                            | — | — | — | — | US79 (1 Wo.)US | Latin4 (3 Wo.)Latin | ES15 (2 Wo.)ES | Erstveröffentlichung: 19. September 2024 |
| 2024 | El clúb Debí tirar más fotos                            | — | — | — | — | US27 (8 Wo.)US | Latin2 (20 Wo.)Latin | ES3 Platin · (14 Wo.)ES | Erstveröffentlichung: 5. Dezember 2024 Verkäufe: + 60.000 |
| 2024 | Pitorro de Coco Debí tirar más fotos                    | — | — | — | — | US50 (5 Wo.)US | Latin10 (11 Wo.)Latin | ES11 Gold · (… Wo.)ES | Erstveröffentlichung: 26. Dezember 2024 Verkäufe: + 30.000                                                                                                   |
| 2025 | Baile inolvidable Debí tirar más fotos                  | DE77 (1 Wo.)DE | AT55 (… Wo.)AT | CH5 (… Wo.)CH | UK72 (3 Wo.)UK | US3 (20 Wo.)US | Latin2 (… Wo.)Latin | ES2 ×3Dreifachplatin · (… Wo.)ES | Erstveröffentlichung: 9. Januar 2025 Verkäufe: + 410.000 |
| 2025 | Alambre púa –                                           | — | — | CH44 (1 Wo.)CH | — | — | Latin8 (… Wo.)Latin | ES12 (… Wo.)ES | Erstveröffentlichung: 14. Juli 2025 |
| Folgende Lieder erschienen nicht als Single, wurden aber durch das Album zum Download und Streaming bereitgestellt und konnten somit eine Platzierung erlangen: |                                                         | | | | | | | | |
| |                                                         | | | | | | | | |
| 2019 | Caro X 100pre                                           | — | — | — | — | — | Latin14 (20 Wo.)Latin | ES36 Platin · (14 Wo.)ES | Videoauskopplung: 23. Januar 2019 Verkäufe: + 60.000 |
| 2019 | Si estuviésemos juntos X 100pre                         | — | — | — | — | — | Latin24 (20 Wo.)Latin | ES88 ×3Dreifachplatin · (1 Wo.)ES | Videoauskopplung: 14. Februar 2019 Verkäufe: + 180.000 |
| 2019 | La romana X 100pre                                      | — | — | — | — | — | Latin12 (26 Wo.)Latin | ES80 ×2Doppelplatin · (11 Wo.)ES | Videoauskopplung: 6. April 2019 Verkäufe: + 170.000; feat. El Alfa                                                                                           |
| 2019 | 200 MPH X 100pre                                        | — | — | — | — | — | Latin21 ×2Diamant + Doppelplatin · (20 Wo.)Latin                                                                                         | ES95 Gold · (1 Wo.)ES | Videoauskopplung: 26. April 2019 Verkäufe: + 30.000; feat. Diplo                                                                                             |
| 2019 | Ni bien ni mal X 100pre                                 | — | — | — | — | — | Latin8 (23 Wo.)Latin | ES3 ×3Dreifachplatin · (21 Wo.)ES | Videoauskopplung: 4. Mai 2019 Verkäufe: + 205.000 |
| 2019 | Otra noche en Miami X 100pre                            | — | — | — | — | — | Latin27 (10 Wo.)Latin | ES93 ×2Doppelplatin · (1 Wo.)ES | Charteinstieg: 3. Januar 2019 Verkäufe: + 120.000 |
| 2019 | Cuando perriabas X 100pre                               | — | — | — | — | — | Latin39 (3 Wo.)Latin | ES100 Gold · (1 Wo.)ES | Charteinstieg: 3. Januar 2019 Verkäufe: + 30.000 |
| 2019 | Tenemos que hablar X 100pre                             | — | — | — | — | — | Latin42 (2 Wo.)Latin | ES— GoldES | Charteinstieg: 12. Januar 2019 Verkäufe: + 30.000 |
| 2019 | Ser bichote X 100pre                                    | — | — | — | — | — | Latin44 (2 Wo.)Latin | — | Charteinstieg: 12. Januar 2019 |
| 2019 | Como antes X 100pre                                     | — | — | — | — | — | Latin48 (1 Wo.)Latin | ES— GoldES | Charteinstieg: 12. Januar 2019 Verkäufe: + 30.000 |
| 2019 | RLNDT X 100pre                                          | — | — | — | — | — | Latin50 (1 Wo.)Latin | ES— GoldES | Charteinstieg: 12. Januar 2019 Verkäufe: + 30.000 |
| 2019 | La canción Oasis                                        | — | — | — | — | US84 (8 Wo.)US | Latin1 Platin · (35 Wo.)Latin | ES7 ×6Sechsfachplatin · (33 Wo.)ES | Videoauskopplung: 14. Oktober 2019 Verkäufe: + 700.000; mit J Balvin                                                                                         |
| 2019 | Yo le llego Oasis                                       | — | — | — | — | — | Latin18 Gold · (8 Wo.)Latin | ES45 Gold · (2 Wo.)ES | Videoauskopplung: 9. August 2019 Verkäufe: + 50.000; mit J Balvin                                                                                            |
| 2019 | Cuidao por ahí Oasis                                    | — | — | — | — | — | Latin26 Gold · (4 Wo.)Latin | ES61 (1 Wo.)ES | Videoauskopplung: 23. August 2019 Verkäufe: + 20.000; mit J Balvin                                                                                           |
| 2019 | Mojaita Oasis                                           | — | — | — | — | — | Latin16 Gold · (5 Wo.)Latin | ES20 Platin · (12 Wo.)ES | Charteinstieg: 13. Juli 2019 Verkäufe: + 90.000; mit J Balvin                                                                                                |
| 2019 | Un peso Oasis                                           | — | — | — | — | — | Latin23 Gold · (3 Wo.)Latin | ES50 Platin · (3 Wo.)ES | Charteinstieg: 13. Juli 2019 Verkäufe: + 60.000; mit J Balvin feat. Marciano Cantero                                                                         |
| 2019 | Odio Oasis                                              | — | — | — | — | — | Latin29 Gold · (2 Wo.)Latin | ES65 (1 Wo.)ES | Charteinstieg: 13. Juli 2019 Verkäufe: + 30.000; mit J Balvin                                                                                                |
| 2019 | Como un bebé Oasis                                      | — | — | — | — | — | Latin33 ×5Fünffachplatin · (2 Wo.)Latin                                                                                                  | ES55 Platin · (4 Wo.)ES | Charteinstieg: 13. Juli 2019 Verkäufe: + 360.000; mit J Balvin feat. Mr. Eazi                                                                                |
| 2020 | Si veo a tu mamá YHLQMDLG                               | — | — | — | — | US32 (5 Wo.)US | Latin1 ×7Diamant + Siebenfachplatin · (26 Wo.)Latin                                                                                      | ES10 ×2Doppelplatin · (13 Wo.)ES | Videoauskopplung: 2. März 2020 Verkäufe: + 1.140.000 |
| 2020 | Pero ya no YHLQMDLG                                     | — | — | — | — | US63 (1 Wo.)US | Latin8 (14 Wo.)Latin | ES14 Platin · (6 Wo.)ES | Videoauskopplung: 3. März 2020 Verkäufe: + 60.000 |
| 2020 | Hablamos mañana YHLQMDLG                                | — | — | — | — | — | Latin22 (3 Wo.)Latin | ES40 Platin · (4 Wo.)ES | Videoauskopplung: 5. März 2020 Verkäufe: + 60.000; mit Duki & Pablo Chil-e                                                                                   |
| 2020 | Bichiyal YHLQMDLG                                       | — | — | — | — | US89 (1 Wo.)US | Latin11 (20 Wo.)Latin | ES22 Platin · (5 Wo.)ES | Videoauskopplung: 13. März 2020 Verkäufe: + 60.000; feat. Yaviah                                                                                             |
| 2020 | Una vez YHLQMDLG                                        | — | — | — | — | — | Latin18 (20 Wo.)Latin | ES43 ×2Doppelplatin · (3 Wo.)ES | Videoauskopplung: 21. September 2020 Verkäufe: + 120.000; feat. Mora                                                                                         |
| 2020 | La santa YHLQMDLG                                       | — | — | — | — | US53 (2 Wo.)US | Latin6 ×2Diamant + Doppelplatin · (20 Wo.)Latin                                                                                          | ES7 ×3Dreifachplatin · (12 Wo.)ES | Charteinstieg: 5. März 2020 Verkäufe: + 900.000; feat. Daddy Yankee                                                                                          |
| 2020 | Safaera YHLQMDLG                                        | — | — | — | — | US81 (7 Wo.)US | Latin4 ×2Doppeldiamant + Platin · (26 Wo.)Latin                                                                                          | ES1 ×4Vierfachplatin · (28 Wo.)ES | Charteinstieg: 5. März 2020 Verkäufe: + 1.550.000; feat. Jowell & Randy & Ñengo Flow                                                                         |
| 2020 | Soliá YHLQMDLG                                          | — | — | — | — | US94 (1 Wo.)US | Latin29 (4 Wo.)Latin | ES29 Platin · (4 Wo.)ES | Charteinstieg: 5. März 2020 Verkäufe: + 80.000 |
| 2020 | Está cabrón ser yo YHLQMDLG                             | — | — | — | — | US97 (1 Wo.)US | Latin13 (10 Wo.)Latin | ES15 Platin · (5 Wo.)ES | Charteinstieg: 5. März 2020 Verkäufe: + 60.000; feat. Anuel AA                                                                                               |
| 2020 | Que malo YHLQMDLG                                       | — | — | — | — | — | Latin14 (8 Wo.)Latin | ES28 Platin · (4 Wo.)ES | Charteinstieg: 5. März 2020 Verkäufe: + 60.000; mit Ñengo Flow                                                                                               |
| 2020 | La zona YHLQMDLG                                        | — | — | — | — | — | Latin15 (8 Wo.)Latin | ES15 ×2Doppelplatin · (17 Wo.)ES | Charteinstieg: 5. März 2020 Verkäufe: + 120.000 |
| 2020 | 25/8 YHLQMDLG                                           | — | — | — | — | — | Latin14 (11 Wo.)Latin | ES26 Platin · (7 Wo.)ES | Charteinstieg: 5. März 2020 Verkäufe: + 60.000 |
| 2020 | A tu merced YHLQMDLG                                    | — | — | — | — | — | Latin15 (20 Wo.)Latin | ES32 ×2Doppelplatin · (8 Wo.)ES | Charteinstieg: 5. März 2020 Verkäufe: + 120.000 |
| 2020 | P FKN R YHLQMDLG                                        | — | — | — | — | — | Latin19 (7 Wo.)Latin | ES48 Gold · (3 Wo.)ES | Charteinstieg: 5. März 2020 Verkäufe: + 30.000; feat. Kendo Kaponi & Arcángel                                                                                |
| 2020 | <3 YHLQMDLG                                             | — | — | — | — | — | Latin20 (3 Wo.)Latin | ES24 Platin · (4 Wo.)ES | Charteinstieg: 5. März 2020 Verkäufe: + 60.000 |
| 2020 | Puesto pa’ guerrial YHLQMDLG                            | — | — | — | — | — | Latin21 (3 Wo.)Latin | ES45 Gold · (3 Wo.)ES | Charteinstieg: 5. März 2020 Verkäufe: + 30.000; feat. Myke Towers                                                                                            |
| 2020 | Bye me fui Las que no iban a salir                      | — | — | — | — | — | Latin6 ×5Fünffachplatin · (12 Wo.)Latin                                                                                                  | ES9 Gold · (5 Wo.)ES | Charteinstieg: 14. Mai 2020 Verkäufe: + 330.000 |
| 2020 | Pa’ romperla Las que no iban a salir                    | — | — | — | — | — | Latin11 ×4Vierfachplatin · (10 Wo.)Latin                                                                                                 | ES1 Platin · (14 Wo.)ES | Charteinstieg: 14. Mai 2020 Verkäufe: + 280.000; mit Don Omar                                                                                                |
| 2020 | Bad con Nicky Las que no iban a salir                   | — | — | — | — | — | Latin13 ×4Vierfachplatin · (10 Wo.)Latin                                                                                                 | ES4 Platin · (16 Wo.)ES | Charteinstieg: 14. Mai 2020 Verkäufe: + 280.000; mit Nicky Jam                                                                                               |
| 2020 | Canción con Yandel Las que no iban a salir              | — | — | — | — | — | Latin13 ×4Vierfachplatin · (23 Wo.)Latin                                                                                                 | ES12 Platin · (4 Wo.)ES | Charteinstieg: 14. Mai 2020 Verkäufe: + 300.000; mit Yandel                                                                                                  |
| 2020 | Más de una cita Las que no iban a salir                 | — | — | — | — | — | Latin15 ×3Dreifachplatin · (4 Wo.)Latin                                                                                                  | ES3 Platin · (9 Wo.)ES | Charteinstieg: 14. Mai 2020 Verkäufe: + 240.000; feat. Zion y Lennox                                                                                         |
| 2020 | Bendiciones Las que no iban a salir                     | — | — | — | — | — | Latin18 (3 Wo.)Latin | ES13 Gold · (3 Wo.)ES | Charteinstieg: 14. Mai 2020 Verkäufe: + 30.000 |
| 2020 | Si ella sale Las que no iban a salir                    | — | — | — | — | — | Latin20 (3 Wo.)Latin | ES18 (2 Wo.)ES | Charteinstieg: 14. Mai 2020 |
| 2020 | Ronca Freestyle Las que no iban a salir                 | — | — | — | — | — | Latin29 (3 Wo.)Latin | ES23 Gold · (2 Wo.)ES | Charteinstieg: 14. Mai 2020 Verkäufe: + 30.000 |
| 2020 | Yo visto así El último tour del mundo                   | — | — | — | — | US64 (1 Wo.)US | Latin5 (14 Wo.)Latin | ES4 Platin · (7 Wo.)ES | Videoauskopplung: 27. November 2020 Verkäufe: + 60.000 |
| 2020 | Hoy cobré El último tour del mundo                      | — | — | — | — | US81 (1 Wo.)US | Latin8 (18 Wo.)Latin | ES15 Gold · (2 Wo.)ES | Videoauskopplung: 11. Dezember 2020 Verkäufe: + 30.000 |
| 2020 | Booker T El último tour del mundo                       | — | — | — | — | US78 (1 Wo.)US | Latin8 (21 Wo.)Latin | ES13 Platin · (9 Wo.)ES | Videoauskopplung: 2. Januar 2021 Verkäufe: + 60.000 |
| 2020 | La noche de anoche El último tour del mundo             | — | — | CH41 (11 Wo.)CH | — | US53 (17 Wo.)US | Latin2 (35 Wo.)Latin | ES1 ×5Fünffachplatin · (50 Wo.)ES | Videoauskopplung: 14. Februar 2021 Verkäufe: + 245.000; mit Rosalía                                                                                          |
| 2020 | Te deseo lo mejor El último tour del mundo              | — | — | — | — | US74 (1 Wo.)US | Latin7 (23 Wo.)Latin | ES9 Gold · (2 Wo.)ES | Videoauskopplung: 24. Dezember 2021 Verkäufe: + 30.000 |
| 2020 | Te mudaste El último tour del mundo                     | — | — | — | — | US60 (2 Wo.)US | Latin4 (26 Wo.)Latin | ES5 ×2Doppelplatin · (15 Wo.)ES | Charteinstieg: 12. Dezember 2020 Verkäufe: + 120.000 |
| 2020 | Haciendo que me amas El último tour del mundo           | — | — | — | — | US72 (1 Wo.)US | Latin6 (20 Wo.)Latin | ES7 Platin · (5 Wo.)ES | Charteinstieg: 12. Dezember 2020 Verkäufe: + 60.000 |
| 2020 | El mundo es mío El último tour del mundo                | — | — | — | — | US79 (1 Wo.)US | Latin9 (6 Wo.)Latin | ES18 (1 Wo.)ES | Charteinstieg: 12. Dezember 2020 |
| 2020 | Maldita pobreza El último tour del mundo                | — | — | — | — | US87 (1 Wo.)US | Latin11 (8 Wo.)Latin | ES14 Gold · (2 Wo.)ES | Charteinstieg: 12. Dezember 2020 Verkäufe: + 30.000 |
| 2020 | La droga El último tour del mundo                       | — | — | — | — | US94 (1 Wo.)US | Latin12 (8 Wo.)Latin | ES11 Platin · (3 Wo.)ES | Charteinstieg: 12. Dezember 2020 Verkäufe: + 60.000 |
| 2020 | Sorry papi El último tour del mundo                     | — | — | — | — | — | Latin14 (7 Wo.)Latin | ES23 Gold · (2 Wo.)ES | Charteinstieg: 12. Dezember 2020 Verkäufe: + 30.000; mit Abra                                                                                                |
| 2020 | 120 El último tour del mundo                            | — | — | — | — | — | Latin15 (7 Wo.)Latin | ES20 ×3Dreifachplatin · (30 Wo.)ES | Charteinstieg: 12. Dezember 2020 Verkäufe: + 180.000 |
| 2020 | Antes que se acabe El último tour del mundo             | — | — | — | — | — | Latin16 (7 Wo.)Latin | ES22 Gold · (2 Wo.)ES | Charteinstieg: 12. Dezember 2020 Verkäufe: + 30.000 |
| 2020 | Trellas El último tour del mundo                        | — | — | — | — | — | Latin17 (3 Wo.)Latin | ES30 (1 Wo.)ES | Charteinstieg: 12. Dezember 2020 |
| 2022 | Tití me preguntó Un verano sin ti                       | — | — | CH37 (34 Wo.)CH | — | US5 (30 Wo.)US | Latin1 (46 Wo.)Latin | ES1 ×9Neunfachplatin · (63 Wo.)ES | Videoauskopplung: 1. Juni 2022 Verkäufe: + 1.190.000 |
| 2022 | Después de la playa Un verano sin ti                    | — | — | CH91 (1 Wo.)CH | — | US6 (20 Wo.)US | Latin3 (26 Wo.)Latin | ES5 ×2Doppelplatin · (19 Wo.)ES | Charteinstieg: 15. Mai 2022 Verkäufe: + 120.000 |
| 2022 | Me porto bonito Un verano sin ti                        | — | — | CH72 (15 Wo.)CH | — | US6 (26 Wo.)US | Latin1 (46 Wo.)Latin | ES2 ×8Achtfachplatin · (66 Wo.)ES | Videoauskopplung: 20. Juni 2022 Verkäufe: + 1.095.000; feat. Chencho Corleone                                                                                |
| 2022 | Party Un verano sin ti                                  | — | — | — | — | US14 (20 Wo.)US | Latin4 (26 Wo.)Latin | ES7 ×2Doppelplatin · (15 Wo.)ES | Charteinstieg: 21. Mai 2022 Verkäufe: + 120.000; feat. Rauw Alejandro                                                                                        |
| 2022 | Un ratito Un verano sin ti                              | — | — | — | — | US16 (16 Wo.)US | Latin6 (26 Wo.)Latin | ES9 ×2Doppelplatin · (12 Wo.)ES | Charteinstieg: 21. Mai 2022 Verkäufe: + 120.000 |
| 2022 | Tarot Un verano sin ti                                  | — | — | — | — | US18 (20 Wo.)US | Latin7 (26 Wo.)Latin | ES2 ×6Sechsfachplatin · (45 Wo.)ES | Charteinstieg: 21. Mai 2022 Verkäufe: + 410.000; feat. Jhay Cortez                                                                                           |
| 2022 | Yo no soy celoso Un verano sin ti                       | — | — | — | — | US22 (6 Wo.)US | Latin8 (22 Wo.)Latin | ES10 Platin · (10 Wo.)ES | Charteinstieg: 21. Mai 2022 Verkäufe: + 60.000 |
| 2022 | Ojitos lindos Un verano sin ti                          | — | — | CH57 (9 Wo.)CH | — | US26 (20 Wo.)US | Latin7 (26 Wo.)Latin | ES2 ×7Siebenfachplatin · (70 Wo.)ES | Charteinstieg: 21. Mai 2022 Verkäufe: + 1.090.000; feat. Bomba Estéreo                                                                                       |
| 2022 | Neverita Un verano sin ti                               | — | — | — | — | US31 (14 Wo.)US | Latin10 (26 Wo.)Latin | ES11 ×3Dreifachplatin · (37 Wo.)ES | Charteinstieg: 21. Mai 2022 Verkäufe: + 180.000 |
| 2022 | La corriente Un verano sin ti                           | — | — | — | — | US32 (14 Wo.)US | Latin12 (26 Wo.)Latin | ES14 ×2Doppelplatin · (18 Wo.)ES | Charteinstieg: 21. Mai 2022 Verkäufe: + 120.000; feat. Tony Dize                                                                                             |
| 2022 | Efecto Un verano sin ti                                 | — | — | — | — | US34 (22 Wo.)US | Latin4 (36 Wo.)Latin | ES11 ×4Vierfachplatin · (37 Wo.)ES | Charteinstieg: 21. Mai 2022 Verkäufe: + 690.000 |
| 2022 | Aguacero Un verano sin ti                               | — | — | — | — | US44 (3 Wo.)US | Latin15 (20 Wo.)Latin | ES19 Platin · (8 Wo.)ES | Charteinstieg: 21. Mai 2022 Verkäufe: + 60.000 |
| 2022 | Dos mil 16 Un verano sin ti                             | — | — | — | — | US45 (3 Wo.)US | Latin16 (20 Wo.)Latin | ES16 Platin · (9 Wo.)ES | Charteinstieg: 21. Mai 2022 Verkäufe: + 60.000 |
| 2022 | Otro atardecer Un verano sin ti                         | — | — | — | — | US49 (3 Wo.)US | Latin17 (20 Wo.)Latin | ES24 Platin · (6 Wo.)ES | Charteinstieg: 21. Mai 2022 Verkäufe: + 60.000; feat. The Marias                                                                                             |
| 2022 | Andrea Un verano sin ti                                 | — | — | — | — | US51 (4 Wo.)US | Latin15 (20 Wo.)Latin | ES20 Platin · (8 Wo.)ES | Charteinstieg: 21. Mai 2022 Verkäufe: + 60.000; feat. Buscabulla                                                                                             |
| 2022 | El apagón Un verano sin ti                              | — | — | — | — | US54 (2 Wo.)US | Latin19 (20 Wo.)Latin | ES21 Platin · (6 Wo.)ES | Charteinstieg: 21. Mai 2022 Verkäufe: + 60.000 |
| 2022 | Un verano sin ti                                        | — | — | — | — | US55 (1 Wo.)US | Latin20 (20 Wo.)Latin | ES13 ×2Doppelplatin · (10 Wo.)ES | Charteinstieg: 21. Mai 2022 Verkäufe: + 120.000 |
| 2022 | Un coco Un verano sin ti                                | — | — | — | — | US56 (3 Wo.)US | Latin17 (22 Wo.)Latin | ES22 Platin · (6 Wo.)ES | Charteinstieg: 21. Mai 2022 Verkäufe: + 60.000 |
| 2022 | Me fui de vacaciones Un verano sin ti                   | — | — | — | — | US59 (2 Wo.)US | Latin21 (20 Wo.)Latin | ES8 ×2Doppelplatin · (17 Wo.)ES | Charteinstieg: 21. Mai 2022 Verkäufe: + 120.000 |
| 2022 | Enséñame a bailar Un verano sin ti                      | — | — | — | — | US60 (2 Wo.)US | Latin22 (20 Wo.)Latin | ES15 ×3Dreifachplatin · (19 Wo.)ES | Charteinstieg: 21. Mai 2022 Verkäufe: + 180.000 |
| 2022 | Agosto Un verano sin ti                                 | — | — | — | — | US74 (1 Wo.)US | Latin24 (20 Wo.)Latin | ES23 Platin · (5 Wo.)ES | Charteinstieg: 21. Mai 2022 Verkäufe: + 60.000 |
| 2023 | Perro negro Nadie sabe lo que va a pasar mañana         | — | — | CH66 (3 Wo.)CH | — | US20 (20 Wo.)US | Latin2 (49 Wo.)Latin | ES2 ×5Fünffachplatin · (53 Wo.)ES | Charteinstieg: 20. Oktober 2023 Verkäufe: + 350.000; feat. Feid                                                                                              |
| 2023 | Hibiki Nadie sabe lo que va a pasar mañana              | — | — | — | — | US24 (2 Wo.)US | Latin5 (7 Wo.)Latin | ES4 Platin · (14 Wo.)ES | Charteinstieg: 20. Oktober 2023 Verkäufe: + 60.000; feat. Mora                                                                                               |
| 2023 | Fina Nadie sabe lo que va a pasar mañana                | — | — | CH40 (1 Wo.)CH | — | US14 (4 Wo.)US | Latin2 (20 Wo.)Latin | ES5 Platin · (7 Wo.)ES | Charteinstieg: 20. Oktober 2023 Verkäufe: + 60.000; mit Young Miko                                                                                           |
| 2023 | Seda Nadie sabe lo que va a pasar mañana                | — | — | — | — | US38 (2 Wo.)US | Latin10 (6 Wo.)Latin | ES6 ×2Doppelplatin · (18 Wo.)ES | Charteinstieg: 20. Oktober 2023 Verkäufe: + 120.000; mit Bryant Myers                                                                                        |
| 2023 | Nadie sabe Nadie sabe lo que va a pasar mañana          | — | — | CH55 (1 Wo.)CH | — | US22 (1 Wo.)US | Latin4 (4 Wo.)Latin | ES7 Gold · (4 Wo.)ES | Charteinstieg: 20. Oktober 2023 Verkäufe: + 30.000 |
| 2023 | Teléfono nuevo Nadie sabe lo que va a pasar mañana      | — | — | — | — | US32 (2 Wo.)US | Latin8 (6 Wo.)Latin | ES11 Gold · (4 Wo.)ES | Charteinstieg: 20. Oktober 2023 Verkäufe: + 30.000; mit Luar La L                                                                                            |
| 2023 | Mr. October Nadie sabe lo que va a pasar mañana         | — | — | — | — | US28 (2 Wo.)US | Latin6 (6 Wo.)Latin | ES13 Gold · (3 Wo.)ES | Charteinstieg: 20. Oktober 2023 Verkäufe: + 30.000 |
| 2023 | Baby Nueva Nadie sabe lo que va a pasar mañana          | — | — | — | — | US34 (2 Wo.)US | Latin9 (8 Wo.)Latin | ES14 Gold · (4 Wo.)ES | Charteinstieg: 20. Oktober 2023 Verkäufe: + 30.000 |
| 2023 | Thunder y Lightning Nadie sabe lo que va a pasar mañana | — | — | — | — | US80 (1 Wo.)US | Latin23 (3 Wo.)Latin | ES15 Platin · (7 Wo.)ES | Charteinstieg: 20. Oktober 2023 Verkäufe: + 60.000; mit Eladio Carrión                                                                                       |
| 2023 | Cybertruck Nadie sabe lo que va a pasar mañana          | — | — | — | — | US30 (2 Wo.)US | Latin7 (7 Wo.)Latin | ES17 Gold · (4 Wo.)ES | Charteinstieg: 20. Oktober 2023 Verkäufe: + 30.000 |
| 2023 | Gracias por nada Nadie sabe lo que va a pasar mañana    | — | — | — | — | US52 (1 Wo.)US | Latin13 (4 Wo.)Latin | ES21 Gold · (2 Wo.)ES | Charteinstieg: 20. Oktober 2023 Verkäufe: + 30.000 |
| 2023 | Acho PR Nadie sabe lo que va a pasar mañana             | — | — | — | — | US83 (1 Wo.)US | Latin24 (2 Wo.)Latin | ES22 Gold · (2 Wo.)ES | Charteinstieg: 20. Oktober 2023 Verkäufe: + 30.000; mit Arcángel, Ñengo Flow & De La Ghetto                                                                  |
| 2023 | Mercedes Carota Nadie sabe lo que va a pasar mañana     | — | — | — | — | US57 (1 Wo.)US | Latin16 (5 Wo.)Latin | ES23 Gold · (3 Wo.)ES | Charteinstieg: 20. Oktober 2023 Verkäufe: + 30.000; mit Yovngchimi                                                                                           |
| 2023 | Vou 787 Nadie sabe lo que va a pasar mañana             | — | — | — | — | US53 (1 Wo.)US | Latin14 (3 Wo.)Latin | ES25 (2 Wo.)ES | Charteinstieg: 20. Oktober 2023 |
| 2023 | Los Pits Nadie sabe lo que va a pasar mañana            | — | — | — | — | US61 (1 Wo.)US | Latin17 (4 Wo.)Latin | ES27 Gold · (2 Wo.)ES | Charteinstieg: 20. Oktober 2023 Verkäufe: + 30.000 |
| 2023 | No me quiero casar Nadie sabe lo que va a pasar mañana  | — | — | — | — | US65 (1 Wo.)US | Latin19 (13 Wo.)Latin | ES29 Platin · (2 Wo.)ES | Charteinstieg: 20. Oktober 2023 Verkäufe: + 60.000 |
| 2023 | Vuelve Candy B Nadie sabe lo que va a pasar mañana      | — | — | — | — | US70 (1 Wo.)US | Latin20 (3 Wo.)Latin | ES30 Gold · (2 Wo.)ES | Charteinstieg: 20. Oktober 2023 Verkäufe: + 30.000 |
| 2023 | Baticano Nadie sabe lo que va a pasar mañana            | — | — | — | — | US78 (1 Wo.)US | Latin22 (4 Wo.)Latin | ES34 (2 Wo.)ES | Charteinstieg: 20. Oktober 2023 |
| 2025 | Nuevayol Debí tirar más fotos                           | DE38 (3 Wo.)DE | AT25 (… Wo.)AT | CH3 (… Wo.)CH | UK58 (4 Wo.)UK | US8 (20 Wo.)US | Latin1 (… Wo.)Latin | ES1 ×3Dreifachplatin · (… Wo.)ES | Charteinstieg: 11. Januar 2025 Verkäufe: + 540.000 |
| 2025 | Voy a llevarte pa’ PR Debí tirar más fotos              | — | — | CH68 (… Wo.)CH | — | US17 (11 Wo.)US | Latin3 (26 Wo.)Latin | ES4 ×2Doppelplatin · (… Wo.)ES | Charteinstieg: 11. Januar 2025 Verkäufe: + 330.000 |
| 2025 | DTMF Debí tirar más fotos                               | DE9 (16 Wo.)DE | AT6 (15 Wo.)AT | CH1 (… Wo.)CH | UK26 (7 Wo.)UK | US2 (20 Wo.)US | Latin1 (… Wo.)Latin | ES1 ×3Dreifachplatin · (… Wo.)ES | Charteinstieg: 11. Januar 2025 Verkäufe: + 813.333 |
| 2025 | Veldá Debí tirar más fotos                              | — | — | — | — | US23 (7 Wo.)US | Latin5 (24 Wo.)Latin | ES3 ×2Doppelplatin · (… Wo.)ES | Charteinstieg: 11. Januar 2025 Verkäufe: + 120.000; feat. Omar Courtz & Dei V                                                                                |
| 2025 | Perfumito nuevo Debí tirar más fotos                    | — | — | — | — | US31 (5 Wo.)US | Latin7 (19 Wo.)Latin | ES9 Platin · (10 Wo.)ES | Charteinstieg: 11. Januar 2025 Verkäufe: + 60.000; feat. RaiNao                                                                                              |
| 2025 | Weltita Debí tirar más fotos                            | — | — | — | — | US32 (6 Wo.)US | Latin8 (… Wo.)Latin | ES7 Platin · (22 Wo.)ES | Charteinstieg: 11. Januar 2025 Verkäufe: + 60.000; feat. Chuwi                                                                                               |
| 2025 | EOO Debí tirar más fotos                                | — | — | — | — | US24 (25 Wo.)US | Latin3 (… Wo.)Latin | ES8 Platin · (… Wo.)ES | Charteinstieg: 11. Januar 2025 Verkäufe: + 70.000 |
| 2025 | Ketu tecré Debí tirar más fotos                         | — | — | — | — | US38 (4 Wo.)US | Latin10 (20 Wo.)Latin | ES14 Gold · (8 Wo.)ES | Charteinstieg: 11. Januar 2025 Verkäufe: + 30.000 |
| 2025 | Kloufrens Debí tirar más fotos                          | — | — | — | — | US40 (5 Wo.)US | Latin11 (20 Wo.)Latin | ES12 Platin · (8 Wo.)ES | Charteinstieg: 11. Januar 2025 Verkäufe: + 60.000 |
| 2025 | Bokete Debí tirar más fotos                             | — | — | — | — | US42 (4 Wo.)US | Latin12 (13 Wo.)Latin | ES18 Gold · (7 Wo.)ES | Charteinstieg: 11. Januar 2025 Verkäufe: + 30.000 |
| 2025 | Turista Debí tirar más fotos                            | — | — | — | — | US45 (4 Wo.)US | Latin13 (12 Wo.)Latin | ES15 Gold · (9 Wo.)ES | Charteinstieg: 11. Januar 2025 Verkäufe: + 30.000 |
| 2025 | Café con Ron Debí tirar más fotos                       | — | — | — | — | US48 (4 Wo.)US | Latin14 (14 Wo.)Latin | ES12 Platin · (20 Wo.)ES | Charteinstieg: 11. Januar 2025 Verkäufe: + 60.000; feat. Los Plenores de la Cresta                                                                           |
| 2025 | Lo que le pasó a Hawaii Debí tirar más fotos            | — | — | — | — | US62 (3 Wo.)US | Latin19 (… Wo.)Latin | ES23 Gold · (6 Wo.)ES | Charteinstieg: 11. Januar 2025 Verkäufe: + 30.000 |
| 2025 | La mudanza Debí tirar más fotos                         | — | — | — | — | US51 (4 Wo.)US | Latin16 (11 Wo.)Latin | ES16 Gold · (8 Wo.)ES | Charteinstieg: 11. Januar 2025 Verkäufe: + 30.000 |

### Als Gastmusiker
| Jahr | Titel Album                         | Höchstplatzierung, Gesamtwochen, AuszeichnungChartplatzierungen (Jahr, Titel, Album, Platzierungen, Wochen, Auszeichnungen, Anmerkungen) | Höchstplatzierung, Gesamtwochen, AuszeichnungChartplatzierungen (Jahr, Titel, Album, Platzierungen, Wochen, Auszeichnungen, Anmerkungen) | Höchstplatzierung, Gesamtwochen, AuszeichnungChartplatzierungen (Jahr, Titel, Album, Platzierungen, Wochen, Auszeichnungen, Anmerkungen) | Höchstplatzierung, Gesamtwochen, AuszeichnungChartplatzierungen (Jahr, Titel, Album, Platzierungen, Wochen, Auszeichnungen, Anmerkungen) | Höchstplatzierung, Gesamtwochen, AuszeichnungChartplatzierungen (Jahr, Titel, Album, Platzierungen, Wochen, Auszeichnungen, Anmerkungen) | Höchstplatzierung, Gesamtwochen, AuszeichnungChartplatzierungen (Jahr, Titel, Album, Platzierungen, Wochen, Auszeichnungen, Anmerkungen) | Höchstplatzierung, Gesamtwochen, AuszeichnungChartplatzierungen (Jahr, Titel, Album, Platzierungen, Wochen, Auszeichnungen, Anmerkungen) | Anmerkungen |
| Jahr | Titel Album                         | DE | AT | CH | UK | US | Latin | ES | Anmerkungen |
| --- | ----------------------------------- | --- | --- | --- | --- | --- | --- | --- | --- |
| 2016 | Otra vez –                          | — | — | — | — | — | — | — | Erstveröffentlichung: 29. Juli 2016 Kelmitt feat. Bad Bunny & Darell                                                              |
| 2016 | Un polvo –                          | — | — | — | — | — | — | ES— GoldES | Erstveröffentlichung: 16. November 2016 Maluma feat. Bad Bunny, Arcángel, Ñengo Flow & De La Ghetto                               |
| 2016 | Dema ga ge gi go gu –               | — | — | — | — | — | Latin— PlatinLatin | — | Erstveröffentlichung: 2. Dezember 2016 Verkäufe: + 60.000; El Alfa El Jefe feat. Bad Bunny                                        |
| 2017 | Te lo meto yo –                     | — | — | — | — | — | Latin— PlatinLatin | — | Erstveröffentlichung: 19. Januar 2017 Verkäufe: 60.000; Pepe Quintana feat. Bad Bunny, Arcángel, Lary Over, Farruko, & Tempo      |
| 2017 | Amigos y enemigos –                 | — | — | — | — | — | — | ES— PlatinES | Erstveröffentlichung: 6. Februar 2017 Verkäufe: 60.000; Noriel feat. Bad Bunny & Almighty                                         |
| 2017 | Me acostumbré –                     | — | — | — | — | — | Latin28 (15 Wo.)Latin | ES— PlatinES | Erstveröffentlichung: 19. Februar 2017 Verkäufe: 60.000; Arcángel feat. Bad Bunny                                                 |
| 2017 | Si tu novio te deja sola –          | — | — | — | — | — | Latin14 (26 Wo.)Latin | ES— PlatinES | Erstveröffentlichung: 3. März 2017 Verkäufe: 60.000; J Balvin feat. Bad Bunny                                                     |
| 2017 | Puerta Abierta –                    | — | — | — | — | — | Latin— ×2DoppelplatinLatin | — | Erstveröffentlichung: 6. April 2017 Verkäufe: 120.000; Juhn feat. Bad Bunny & Nuriel                                              |
| 2017 | Ahora me llama Unstoppable          | — | — | — | — | — | Latin10 Diamant · (26 Wo.)Latin | ES22 ×2Doppelplatin · (30 Wo.)ES | Erstveröffentlichung: 26. Mai 2017 Verkäufe: + 829.000; Karol G feat. Bad Bunny                                                   |
| 2017 | Mayores Mala Santa                  | — | — | — | — | US74 (18 Wo.)US | Latin3 ×4×6Vierfachdiamant + Sechsfachplatin · (34 Wo.)Latin                                                                             | ES1 ×5Fünffachplatin · (54 Wo.)ES | Erstveröffentlichung: 14. Juli 2017 Verkäufe: + 3.934.000; Becky G feat. Bad Bunny                                                |
| 2017 | Si tu lo dejas –                    | — | — | — | — | — | Latin— ×6SechsfachplatinLatin | ES— GoldES | Erstveröffentlichung: 3. August 2017 Verkäufe: + 390.000; Rvssian feat. Farruko, Bad Bunny, Nicky Jam & King Kosa                 |
| 2017 | Explicale Update                    | — | — | — | — | — | Latin29 Diamant · (20 Wo.)Latin | ES26 Platin · (25 Wo.)ES | Erstveröffentlichung: 11. August 2017 Verkäufe: + 645.000; Yandel feat. Bad Bunny                                                 |
| 2017 | Sexto sentido –                     | — | — | — | — | — | Latin— ×4VierfachplatinLatin | ES— PlatinES | Erstveröffentlichung: 17. August 2017 Verkäufe: + 300.000; Gigolo & La Exce feat. Bad Bunny                                       |
| 2017 | Prayer Los tiempos cambian          | — | — | — | — | — | — | — | Erstveröffentlichung: 23. August 2017 EZ el Ezeta & DJ Luian feat. Bad Bunny, Benny Benni, Almighty, I-Octane & Yomo              |
| 2018 | El baño Final                       | — | — | CH21 Gold · (17 Wo.)CH | — | US98 (1 Wo.)US | Latin8 (21 Wo.)Latin | ES2 ×2Doppelplatin · (26 Wo.)ES | Erstveröffentlichung: 12. Januar 2018 Verkäufe: + 355.000; Enrique Iglesias feat. Bad Bunny                                       |
| 2018 | Fantasía –                          | — | — | — | — | — | Latin34 (4 Wo.)Latin | — | Erstveröffentlichung: 9. Februar 2018 Alex Sensation feat. Bad Bunny                                                              |
| 2018 | I Like It Invasion of Privacy       | DE14 Platin · (34 Wo.)DE | AT14 Platin · (32 Wo.)AT | CH8 ×2Doppelplatin · (51 Wo.)CH | UK8 ×3Dreifachplatin · (32 Wo.)UK | US1 Diamant + Platin · (51 Wo.)US | — | ES10 ×3Dreifachplatin · (41 Wo.)ES | Erstveröffentlichung: 25. Mai 2018 Verkäufe: + 15.723.333; Cardi B feat. Bad Bunny & J Balvin                                     |
| 2018 | Thinkin –                           | — | — | — | — | — | Latin— GoldLatin | — | Erstveröffentlichung: 6. April 2018 Verkäufe: + 30.000; Spiff TV feat. Anuel AA, Bad Bunny & Future                               |
| 2018 | Explicale (Remix) –                 | — | — | — | — | — | — | ES— PlatinES | Erstveröffentlichung: 11. April 2018 Verkäufe: + 60.000; Yandel feat. Bad Bunny, Noriel Cosculluela & Brytiago                    |
| 2018 | Madura –                            | — | — | — | — | — | Latin14 (23 Wo.)Latin | ES9 ×4Vierfachplatin · (27 Wo.)ES | Erstveröffentlichung: 13. April 2018 Verkäufe: + 240.000; Cosculluela feat. Bad Bunny                                             |
| 2018 | Te boté (Remix) Now or Never        | — | — | — | — | US36 (21 Wo.)US | Latin1 ×10×6Zehnfachdiamant + Sechsfachplatin · (52 Wo.)Latin                                                                            | ES— ×2DoppelplatinES | Erstveröffentlichung: 11. April 2018 Verkäufe: + 6.480.000; Nio Garcia & Casper Mágico feat. Bad Bunny, Darell, Nicky Jam & Ozuna |
| 2018 | Dura (Remix) –                      | — | — | — | — | — | — | ES1 ×2Doppelplatin · (17 Wo.)ES | Erstveröffentlichung: 26. April 2018 Verkäufe: + 80.000; Daddy Yankee feat. Bad Bunny & Natti Natasha                             |
| 2018 | De las 2 Trap capos: Season 2       | — | — | — | — | — | Latin47 (1 Wo.)Latin | ES— PlatinES | Erstveröffentlichung: 15. Juni 2018 Verkäufe: + 60.000; Noriel feat. Bad Bunny & Arcángel                                         |
| 2018 | Original Ares                       | — | — | — | — | — | Latin28 (8 Wo.)Latin | ES82 Gold · (3 Wo.)ES | Erstveröffentlichung: 29. Juni 2018 Verkäufe: + 30.000; Arcángel feat. Bad Bunny                                                  |
| 2018 | Triste La oscuridad                 | — | — | — | — | — | Latin35 (4 Wo.)Latin | ES70 ×2Doppelplatin · (4 Wo.)ES | Erstveröffentlichung: 27. Juli 2018 Verkäufe: + 120.000; Bryant Meyers feat. Bad Bunny                                            |
| 2018 | Satisfacción –                      | — | — | — | — | — | Latin35 (1 Wo.)Latin | — | Erstveröffentlichung: 3. August 2018 Verkäufe: + 30.000; Nicky Jam feat. Bad Bunny & Arcángel                                     |
| 2018 | Como soy –                          | — | — | — | — | — | Latin39 ×4Vierfachplatin · (2 Wo.)Latin                                                                                                  | ES99 (1 Wo.)ES | Erstveröffentlichung: 30. August 2018 Pacho feat. Bad Bunny & Daddy Yankee                                                        |
| 2018 | Está rico –                         | — | — | — | — | — | Latin5 (18 Wo.)Latin | ES14 ×2Doppelplatin · (25 Wo.)ES | Erstveröffentlichung: 28. September 2018 Verkäufe: + 240.000; Marc Anthony feat. Bad Bunny & Will Smith                           |
| 2019 | No me conoce (Remix) Famouz         | — | — | — | — | US71 (14 Wo.)US | Latin4 ×9Neunfachdiamant · (41 Wo.)Latin                                                                                                 | — | Erstveröffentlichung: 17. Mai 2019 Verkäufe: + 5.670.000; Jhay Cortez feat. J Balvin & Bad Bunny                                  |
| 2019 | Flor –                              | — | — | — | — | — | Latin— GoldLatin | — | Erstveröffentlichung: 16. Juni 2019 Verkäufe: + 30.000; Los Rivera Destino feat. Benito Martínez; als Benito Martínez             |
| 2019 | Kemba Walker Sauce Boyz             | — | — | — | — | — | Latin— ×3DreifachplatinLatin | ES85 ×4Vierfachplatin · (1 Wo.)ES | Erstveröffentlichung: 6. August 2019 Verkäufe: + 630.000; Eladio Carrión feat. Bad Bunny                                          |
| 2019 | Cántalo Pausa                       | — | — | — | — | — | Latin35 Gold · (2 Wo.)Latin | — | Erstveröffentlichung: 12. November 2019 Ricky Martin feat. Residente & Bad Bunny                                                  |
| 2021 | Lo siento BB:/ Data                 | — | — | CH74 (1 Wo.)CH | — | US51 (4 Wo.)US | Latin2 ×3Dreifachdiamant + Platin · (26 Wo.)Latin                                                                                        | ES5 ×2Doppelplatin · (24 Wo.)ES | Erstveröffentlichung: 5. Oktober 2021 Verkäufe: + 1.980.000; Tainy feat. Bad Bunny & Julieta Venegas                              |
| 2022 | X última vez Legendaddy             | — | — | — | — | US73 (3 Wo.)US | Latin5 ×3Dreifachplatin · (20 Wo.)Latin                                                                                                  | ES17 Platin · (10 Wo.)ES | Erstveröffentlichung: 6. April 2022 Verkäufe: + 240.000; Daddy Yankee feat. Bad Bunny                                             |
| 2022 | La jumpa Sr. Santos                 | — | — | — | — | US68 (1 Wo.)US | Latin3 (21 Wo.)Latin | ES1 ×6Sechsfachplatin · (39 Wo.)ES | Erstveröffentlichung: 30. November 2022 Verkäufe: + 360.000; Arcángel feat. Bad Bunny                                             |
| 2022 | Gato de noche RealG4Life Vol. 4     | — | — | — | — | US60 (8 Wo.)US | Latin2 (20 Wo.)Latin | ES8 ×2Doppelplatin · (14 Wo.)ES | Erstveröffentlichung: 22. Dezember 2022 Verkäufe: + 120.000; Ñengo Flow feat. Bad Bunny                                           |
| 2023 | Un x100to El Comienzo               | — | — | CH77 (1 Wo.)CH | — | US5 (20 Wo.)US | Latin2 (26 Wo.)Latin | ES10 ×2Doppelplatin · (15 Wo.)ES | Erstveröffentlichung: 17. April 2023 Verkäufe: + 1.310.000; Grupo Frontera feat. Bad Bunny                                        |
| 2023 | K-pop Utopia                        | DE22 (3 Wo.)DE | AT27 (1 Wo.)AT | CH3 Gold · (2 Wo.)CH | UK24 (1 Wo.)UK | US7 Platin · (8 Wo.)US | — | ES24 Gold · (3 Wo.)ES | Erstveröffentlichung: 21. Juli 2023 Verkäufe: + 1.405.000; Travis Scott feat. Bad Bunny & The Weeknd                              |
| Folgende Lieder erschienen nicht als Single, wurden aber durch das Album zum Download und Streaming bereitgestellt und konnten somit eine Platzierung erlangen: |                                     | | | | | | | | |
| |                                     | | | | | | | | |
| 2019 | La cartera Gangalee                 | — | — | — | — | — | Latin25 (9 Wo.)Latin | ES59 Gold · (3 Wo.)ES | Charteinstieg: 26. April 2019 Verkäufe: + 90.000; Farruko feat. Bad Bunny                                                         |
| 2019 | Infeliz Historias de un Capricornio | — | — | — | — | — | Latin33 ×2Doppelplatin · (8 Wo.)Latin | ES57 Platin · (8 Wo.)ES | Charteinstieg: 26. Dezember 2019 Verkäufe: + 180.000; Arcángel feat. Bad Bunny                                                    |
| 2020 | Hasta que Dios diga Emmanuel        | — | — | — | — | US86 (1 Wo.)US | Latin4 (20 Wo.)Latin | ES1 ×5Fünffachplatin · (37 Wo.)ES | Charteinstieg: 4. Juni 2020 Verkäufe: + 380.000; Anuel AA feat. Bad Bunny                                                         |
| 2020 | Así soy yo Emmanuel                 | — | — | — | — | — | Latin14 (2 Wo.)Latin | ES29 Gold · (2 Wo.)ES | Charteinstieg: 4. Juni 2020 Verkäufe: + 30.000; Anuel AA feat. Bad Bunny                                                          |
| 2023 | Tormenta Cracker Island             | — | — | — | — | — | Latin20 (4 Wo.)Latin | ES20 Gold · (4 Wo.)ES | Charteinstieg: 23. Februar 2023 Verkäufe: + 30.000; Gorillaz feat. Bad Bunny                                                      |
| 2023 | Coco Chanel 3MEN2 KBRN              | — | — | — | — | US87 (2 Wo.)US | Latin13 (20 Wo.)Latin | ES2 ×4Vierfachplatin · (31 Wo.)ES | Charteinstieg: 23. März 2023 Verkäufe: + 240.000; Eladio Carrión feat. Bad Bunny                                                  |
| 2023 | Mojabi Ghost Data                   | — | — | — | — | US57 (3 Wo.)US | Latin9 (16 Wo.)Latin | ES14 ×2Doppelplatin · (10 Wo.)ES | Charteinstieg: 30. Juni 2023 Verkäufe: + 120.000; Tainy feat. Bad Bunny                                                           |
| 2023 | Gently For All the Dogs             | DE94 (1 Wo.)DE | — | CH49 (1 Wo.)CH | — | US12 (3 Wo.)US | Latin1 (14 Wo.)Latin | ES43 Gold · (3 Wo.)ES | Charteinstieg: 13. Oktober 2023 Verkäufe: + 65.000; Drake feat. Bad Bunny                                                         |
| 2024 | Adivino La pentera negra            | — | — | CH73 (2 Wo.)CH | — | US63 (2 Wo.)US | Latin2 ×6Sechsfachplatin · (22 Wo.)Latin                                                                                                 | ES3 ×3Dreifachplatin · (43 Wo.)ES | Erstveröffentlichung: 25. April 2024 Verkäufe: + 890.000; Myke Towers feat. Bad Bunny                                             |
| 2024 | Que pasaría… Cosa nuestra           | — | — | CH32 (7 Wo.)CH | — | US34 (20 Wo.)US | Latin2 Gold · (26 Wo.)Latin | ES1 ×2Doppelplatin · (… Wo.)ES | Charteinstieg: 24. November 2024 Verkäufe: + 510.000; Rauw Alejandro feat. Bad Bunny                                              |

## Boxsets
| Jahr | Titel Musiklabel                        | Höchstplatzierung, Gesamtwochen, AuszeichnungChartplatzierungen (Jahr, Titel, Musiklabel, Platzierungen, Wochen, Auszeichnungen, Anmerkungen) | Höchstplatzierung, Gesamtwochen, AuszeichnungChartplatzierungen (Jahr, Titel, Musiklabel, Platzierungen, Wochen, Auszeichnungen, Anmerkungen) | Höchstplatzierung, Gesamtwochen, AuszeichnungChartplatzierungen (Jahr, Titel, Musiklabel, Platzierungen, Wochen, Auszeichnungen, Anmerkungen) | Höchstplatzierung, Gesamtwochen, AuszeichnungChartplatzierungen (Jahr, Titel, Musiklabel, Platzierungen, Wochen, Auszeichnungen, Anmerkungen) | Höchstplatzierung, Gesamtwochen, AuszeichnungChartplatzierungen (Jahr, Titel, Musiklabel, Platzierungen, Wochen, Auszeichnungen, Anmerkungen) | Höchstplatzierung, Gesamtwochen, AuszeichnungChartplatzierungen (Jahr, Titel, Musiklabel, Platzierungen, Wochen, Auszeichnungen, Anmerkungen) | Höchstplatzierung, Gesamtwochen, AuszeichnungChartplatzierungen (Jahr, Titel, Musiklabel, Platzierungen, Wochen, Auszeichnungen, Anmerkungen) | Anmerkungen                             |
| Jahr | Titel Musiklabel                        | DE | AT | CH | UK | US | Latin | ES | Anmerkungen                             |
| ---- | --------------------------------------- | --- | --- | --- | --- | --- | --- | --- | --------------------------------------- |
| 2021 | Anniversary Trilogy Rimas Entertainment | — | — | — | — | US39 (1 Wo.)US | Latin1 (2 Wo.)Latin | — | Erstveröffentlichung: 31. Dezember 2021 |

## Statistik

### Chartauswertung
|                     | DE    | AT    | CH    | UK    | US    | Latin       | ES    |
| ------------------- | ----- | ----- | ----- | ----- | ----- | ----------- | ----- |
| Nummer-eins-Alben   | DE—DE | AT—AT | CH2CH | UK—UK | US4US | Latin8Latin | ES4ES |
| Top-10-Alben        | DE1DE | AT1AT | CH3CH | UK—UK | US7US | Latin8Latin | ES6ES |
| Alben in den Charts | DE3DE | AT3AT | CH7CH | UK3UK | US9US | Latin8Latin | ES8ES |

|                       | DE    | AT    | CH     | UK    | US      | Latin         | ES      |
| --------------------- | ----- | ----- | ------ | ----- | ------- | ------------- | ------- |
| Nummer-eins-Singles   | DE—DE | AT—AT | CH1CH  | UK—UK | US1US   | Latin12Latin  | ES19ES  |
| Top-10-Singles        | DE1DE | AT1AT | CH8CH  | UK1UK | US15US  | Latin77Latin  | ES67ES  |
| Singles in den Charts | DE9DE | AT6AT | CH35CH | UK7UK | US112US | Latin166Latin | ES181ES |

### Auszeichnungen für Musikverkäufe
| Land/RegionAuszeichnungen für Musikverkäufe (Land/Region, Auszeichnungen, Verkäufe, Quellen) | Silber     | Gold         | Platin         | Diamant       | Verkäufe   | Quellen             |
| -------------------------------------------------------------------------------------------- | ---------- | ------------ | -------------- | ------------- | ---------- | ------------------- |
| Argentinien (CAPIF)                                                                          | —          | 2× Gold2     | —              | —             | 20.000     | Einzelnachweise     |
| Australien (ARIA)                                                                            | —          | Gold1        | 9× Platin9     | —             | 665.000    | aria.com.au         |
| Belgien (BRMA)                                                                               | —          | 2× Gold2     | Platin1        | —             | 80.000     | ultratop.be         |
| Brasilien (PMB)                                                                              | —          | —            | 7× Platin7     | —             | 280.000    | pro-musicabr.org.br |
| Chile (IFPI)                                                                                 | —          | 2× Gold2     | 2× Platin2     | 5× Diamant5   | 2.330.000  | profovi.cl CL2      |
| Dänemark (IFPI)                                                                              | —          | 2× Gold2     | Platin1        | —             | 145.000    | ifpi.dk             |
| Deutschland (BVMI)                                                                           | —          | Gold1        | Platin1        | —             | 600.000    | musikindustrie.de   |
| Ecuador (SOPROFON)                                                                           | —          | Gold1        | —              | —             | 3.000      | Einzelnachweise     |
| Frankreich (SNEP)                                                                            | —          | 9× Gold9     | 4× Platin4     | 4× Diamant4   | 2.833.332  | snepmusique.com     |
| Griechenland (IFPI)                                                                          | —          | 2× Gold2     | —              | —             | 20.000     | Einzelnachweise     |
| Italien (FIMI)                                                                               | —          | 27× Gold27   | 25× Platin25   | —             | 3.290.000  | fimi.it             |
| Kanada (MC)                                                                                  | —          | —            | 5× Platin5     | Diamant1      | 1.240.000  | musiccanada.com     |
| Kolumbien (ASINCOL)                                                                          | —          | 3× Gold3     | Platin1        | —             | 40.000     | Einzelnachweise     |
| Mexiko (AMPROFON)                                                                            | —          | 8× Gold8     | 38× Platin38   | 5× Diamant5   | 5.700.000  | amprofon.com.mx     |
| Neuseeland (RMNZ)                                                                            | —          | Gold1        | 5× Platin5     | —             | 165.000    | radioscope.co.nz    |
| Norwegen (IFPI)                                                                              | —          | Gold1        | Platin1        | —             | 90.000     | ifpi.no NO2         |
| Österreich (IFPI)                                                                            | —          | —            | Platin1        | —             | 30.000     | ifpi.at             |
| Peru (UNIMPRO)                                                                               | —          | 2× Gold2     | 14× Platin14   | —             | 90.000     | Einzelnachweise     |
| Polen (ZPAV)                                                                                 | —          | Gold1        | 9× Platin9     | —             | 295.000    | olis.pl             |
| Portugal (AFP)                                                                               | —          | 4× Gold4     | 40× Platin40   | —             | 420.000    | Einzelnachweise     |
| Schweden (IFPI)                                                                              | —          | Gold1        | —              | —             | 60.000     | Einzelnachweise     |
| Schweiz (IFPI)                                                                               | —          | 3× Gold3     | 2× Platin2     | —             | 75.000     | hitparade.ch        |
| Spanien (Promusicae)                                                                         | —          | 50× Gold50   | 363× Platin363 | —             | 22.650.000 | elportaldemusica.es |
| Südafrika (RISA)                                                                             | —          | Gold1        | —              | —             | 20.000     | Einzelnachweise     |
| Uruguay (CUD)                                                                                | —          | —            | Platin1        | —             | 3.000      | Einzelnachweise     |
| Vereinigte Staaten (RIAA)                                                                    | —          | 18× Gold18   | 207× Platin207 | 67× Diamant67 | 65.720.000 | riaa.com            |
| Vereinigtes Königreich (BPI)                                                                 | 2× Silber2 | Gold1        | 3× Platin3     | —             | 2.460.000  | bpi.co.uk           |
| Zentralamerika (CFC)                                                                         | —          | Gold1        | 5× Platin5     | —             | 385.000    | cfc-musica.com      |
| Insgesamt                                                                                    | 2× Silber2 | 144× Gold144 | 745× Platin745 | 82× Diamant82 |            |                     |